# 斯莫基希爾鎮區 (堪薩斯州薩林縣)
斯莫基希爾鎮區（英語：Smoky Hill Township）是位於美國堪薩斯州薩林縣的一個行政鎮區。

## 地方資料
斯莫基希爾鎮區的面積為58.67平方千米，當中陸地面積為58.61平方千米，而水域面積為0.06平方千米。根據2010年美國人口普查的數據，當地共有人口273人，而人口密度為每平方千米4.65人。

## 外部連結
- US-Counties.com
- City-Data.com （页面存档备份，存于）